# Galaxy Evolution Explorer
Il Galaxy Evolution Explorer (a volte abbreviato con GALEX) è un telescopio spaziale operante nella regione dell'ultravioletto, sviluppato dalla NASA. È stato lanciato il 28 aprile 2003 da un razzo Pegasus, ed è stato posto in un'orbita circolare a 697 chilometri di altezza, con un'inclinazione di 29° rispetto al piano equatoriale della Terra.
La prima osservazione fu svolta il 21 maggio 2003, e fu dedicata all'equipaggio dello Space Shuttle Columbia. Riguardò la costellazione di Ercole, che durante l'ultimo contatto con il Mission Control si trovava proprio sopra al Columbia. Venne dismesso nel 2013.

## Profilo della missione
La durata minima era prevista inizialmente in 29 mesi, ma il telescopio è rimasto operativo molto più a lungo. Ha continuato le osservazioni fino al 29 maggio 2009, quando lo strumento per l'ultravioletto lontano ha subìto un guasto dovuto ad un sovraccarico di corrente. Il satellite è stato disattivato a giugno 2013.
Durante la sua operatività l'osservatorio ha analizzato le lunghezze d'onda dell'ultravioletto fino ad una distanza dell'80% dell'universo osservabile, per scoprire nuove informazioni sulla formazione delle stelle. Dato che gli scienziati ritengono che il Big Bang si sia verificato circa 13 miliardi di anni fa, il telescopio ha analizzato gli ultimi 10 miliardi di anni di vita dell'universo.
L'osservatorio spaziale ha studiato centinaia di migliaia di galassie al fine di determinare con quale velocità le stelle si siano formate in ogni galassia, e con quale velocità le galassie si stanno allontanando dalla Terra. Le emissioni agli estremi dell'ultravioletto possono indicare la formazione di giovani stelle o la presenza di stelle molto vecchie.
Oltre al Jet Propulsion Laboratory, hanno partecipato allo sviluppo del progetto:
- il California Institute of Technology, Pasadena (California)
- l'Orbital Sciences Corporation, Germantown (Maryland)
- la University of California
- la Yonsei University di Seul (Corea del Sud)
- la Johns Hopkins University di Baltimora
- i "Laboratoire d'Astrophysique de Marseille", in Francia.

## Galleria d'immagini

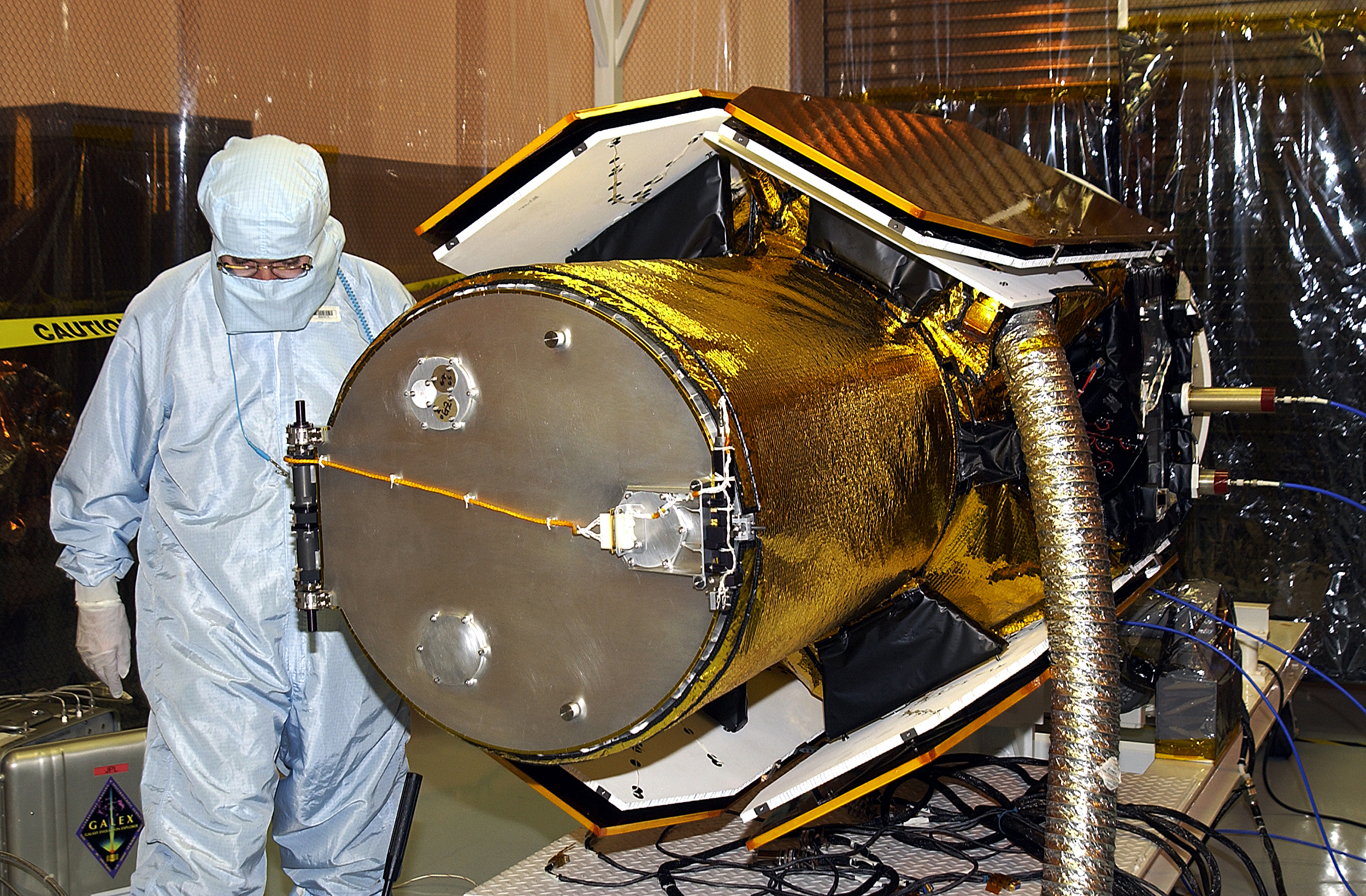
GALEX durante i test di prelancio
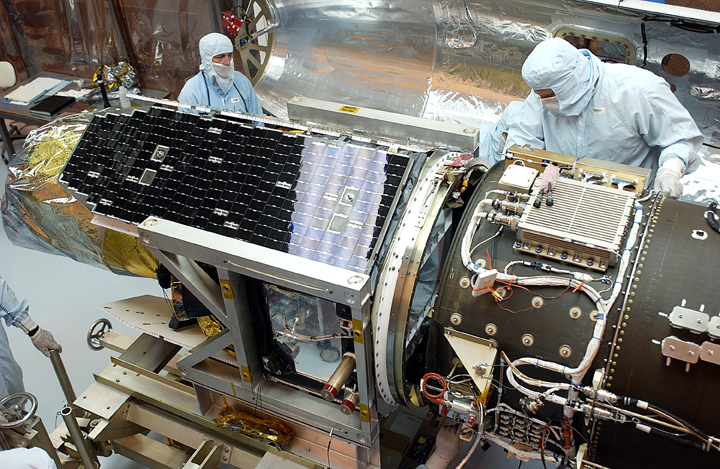
GALEX montato sul razzo Pegasus XL
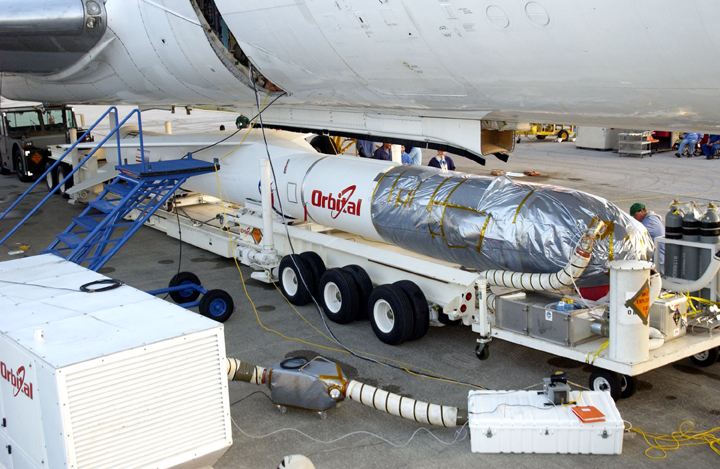
GALEX's Pegasus XL collegato al L-1011 TriStar
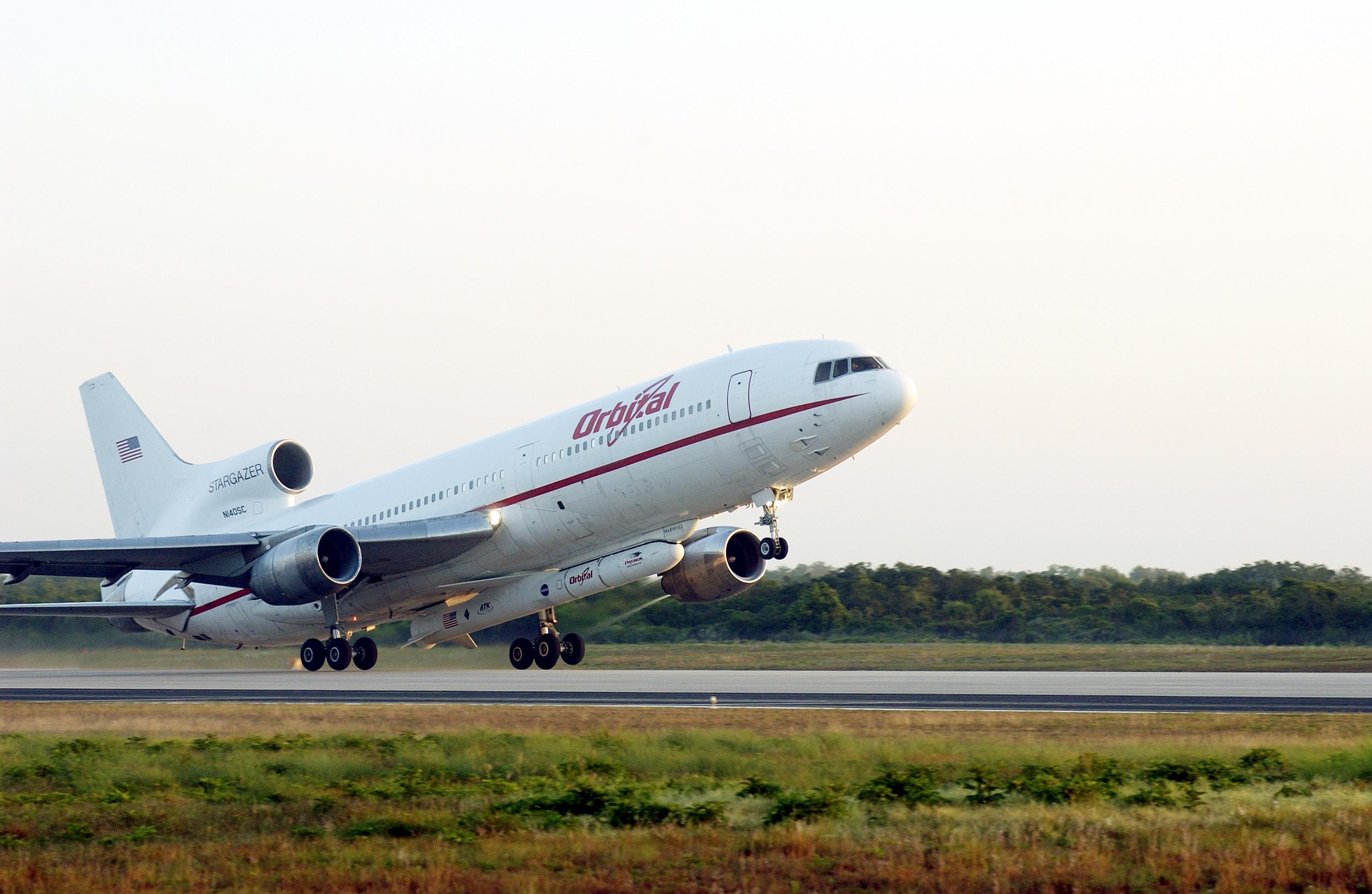
Il Lockheed L-1011 TriStar durante il decollo.